# Verso Books
Verso Books (deutsch: Verso Bücher; früher New Left Books) ist ein linker Verlag mit Sitz in London und New York City, der 1970 von den Mitarbeitern der New Left Review gegründet wurde und jährlich einhundert Bücher veröffentlicht.

## Umbenennung, neue Marke und Logo
Verso Books war ursprünglich als New Left Books bekannt. Der Name „Verso“ bezieht sich auf den Fachbegriff für die linke Seite eines Buches (siehe Recto und Verso) und ist ein Wortspiel mit der politischen Ausrichtung des Verlages und erinnert auch an den umgekehrten Fall (vice versa) – „umgekehrt“.

## Geschichte und Details
1970 begann Verso Books als Imprint für Papierbücher. Der Verlag etablierte sich als Verleger von Sachbüchern zur internationalen Politik und konzentrierte sich dabei auf Autoren wie Tariq Ali. Im Laufe der Jahre hat Verso Books jedoch auch einige belletristische Werke veröffentlicht. Der Verlag erlangte früh Anerkennung für die Übersetzung von Büchern europäischer Denker, insbesondere der Frankfurter Schule. Der meistverkaufte Titel von Verso Books ist die Autobiografie von Rigoberta Menchú, die 1992 mit dem Friedensnobelpreis ausgezeichnet wurde.
Die Titel von Verso Books werden in den Vereinigten Staaten von Random House vertrieben.
Der Verlag ist dafür bekannt, dass er in den Vereinigten Staaten und in Europa zahlreiche Veranstaltungen mit Schwerpunkt auf radikaler Politik und Geschichte durchführt.
Am 8. April 2014 begann Verso, DRM-freie E-Books mit dem Kauf von gedruckten Büchern über seine Website zu bündeln. Der Geschäftsführer von Verso, Jacob Stevens, erklärte, er erwarte, dass das neue Angebot auf der Verso-Website im ersten Jahr 200.000 Pfund zu den Einnahmen des Verlags beitragen und dazu beitragen werde, „die Beziehung zwischen Verlagen und ihrer Leserschaft aufzurütteln und das unabhängige Verlagswesen zu unterstützen“.
Im Jahr 2019 hat Verso Books sein Belletristik-Imprint gestartet. Der Lektor für Belletristik, Cian McCourt, sagte: „Wir wollen mutige, intelligente Texte veröffentlichen, die politisch scharfsinnig, aber nicht dogmatisch oder lieblos sind.“
Bis 2020 hatte Verso Books über 1.800 Titel veröffentlicht.
Einige der bekannteren Autoren des Verlages sind: Slavoj Žižek, Judith Butler, Jodi Dean, Mark Fisher, Naomi Klein, Nancy Fraser, Benedict Anderson, Arundhati Roy, Anabel Hernández, David Harvey, Angela Davis, Mike Davis, Erik Olin Wright und viele Weitere.